# جيمس لانغ (كرة سلة)
جيمس لانغ (بالإنجليزية: James Lang)‏ مواليد 17 أكتوبر 1983 في موبيل، هو لاعب كرة سلة أمريكي معتزل. بدأ مسيرته الاحترافية في سنة 2004. تم اختياره من قبل فريق نيو أورلينز بيليكانز خلال الدرافت. يبلغ طوله 6 قدم 9 بوصة (2.1 م). اعتزل اللعب في 2009. لعب مع نادي إنكا لكرة السلة في إسبانيا.

## روابط خارجية
- جيمس لانغ على موقع إن بي أي (الإنجليزية)
- جيمس لانغ على موقع سبورتس رفرنس (الإنجليزية)
- جيمس لانغ على موقع كرة السلة الأوروبية.كوم (الإنجليزية)
- جيمس لانغ على موقع ريلجم (الإنجليزية)
- جيمس لانغ على موقع بروبوليرز (الإنجليزية)
- جيمس لانغ على موقع سبورتس رفرنس (الإنجليزية)